# 브라운슈바이크 공과대학교
브라운슈바이크 공과대학교(독일어: Technische Universität Braunschweig)는 독일 브라운슈바이크의 공과대학교이다.